# قوم بربر

پرچم بربرها.

بربرها یا آمازیغ‌ها گروهی قومی و بومی (تا قبل از سلطه اعراب در طی تاریخ شمال آفریقا) مناطق شمال آفریقا، به‌ویژه در اقوام مراکش، الجزایر، صحرای غربی، تونس و لیبی هستند.

## نام
کلمه «بربر» به معنی غیر یونانی، در میان یونانیان به طور کلی برای نشان دادن کسانی به کار می‌رفته که از سرزمین هلاس (یونان) برنخاسته و آن را نمی‌شناسند، در زیر آسمان آن چشم به دنیا نگشوده‌اند و به زبان آن سخن نمی‌گویند. تا جایی که آنها حتی به پارسیان هم که برایشان بیگانه بودند بربر می‌گفتند. این قوم از دوران کهن خود را آمازیغ یا آمازیغِن به معنای آزادمردان می‌نامیدند و در نزد مصریان باستان نیز به همین نام شناخته شده بودند.
در میان رومیان و یونانیان باستان رسم بود که اقوام بیگانه را بربر می‌خواندند و این واژه بیشتر رنگ و بوی خوارکننده داشته‌است. رومیان پس از گشودن کارتاژ، سرزمین‌های بربرنشین از جمله پادشاهی نومیدیا را نیز به مستعمرهٔ آفریقایی خود افزودند و این رومیان بودند که نخستین بار آمازیغ‌ها را به نام بربر خواندند.

## ریشه‌ها
آمازیغ‌ها قومی بیابانگرد بوده‌اند که از آغاز تاکنون تحت تأثیر اقوام گوناگونی مانند مصریان، یونانیان، فنیقی‌ها و کارتاژی‌ها، رومیان، وندال‌ها، بیزانسی‌ها و عرب‌ها قرار گرفته‌اند.
دربارهٔ ریشه‌ها و خاستگاه آغازین این قوم از دیرباز تاکنون اختلاف نظرهای فراوانی وجود داشته‌است.
بسیاری از دانشمندان بربرها را عرب می‌دانند که در سده‌های بسیار پیش از استیلای عرب‌ها بر مناطق شمالی آفریقا به آن حوالی کوچیده‌اند برای مثال گروهی از تاریخ‌نگاران مسلمان در سده‌های میانه ایشان را از تبار عرب‌های یمن دانسته و گروهی از تبارشناسان مسلمان امروزه نیز تلاش کرده‌اند تا دست کم برای برخی از قبایل بربر همچون صنهاجه یا زناته ریشهٔ عربی پیدا کنند. گروهی دیگر نیز بربرها را با مصریان، فنیقی‌ها، عمالیق یا رومیان هم‌تبار دانسته‌اند. در دوران چیرگی کشورهای اروپایی بر شمال آفریقا نیز برخی از پژوهشگران اروپایی کوشیده‌اند برای بربرها ریشه و تبار اروپایی بیابند.
امروزه بررسی‌های باستان‌شناسی نشان می‌دهد که بربرها در شمال آفریقا دارای پیشینهٔ پنج‌هزار ساله هستند. شواهدی نیز در دست است که نشان می‌دهد بربرها با مصریان باستان در ستیز بوده‌اند، اما خاستگاه این قوم همچنان ناشناخته مانده‌است.
به هر حال مردمان بربر که در سرتاسر آفریقای شمالی از آبراه سوئز در مصر تا رشته کوه‌های اطلس در مراکش و صحرای بزرگ آفریقا گسترش یافته‌اند، به رغم دارا بودن ویژگی‌های ظاهری و وراثتی گوناگون یا حتی تفاوت در برخی از آداب که به سبب آمیختگی با نژادهای دیگر پدید آمده، از همگرایی فرهنگی و زبانی فراوانی برخوردارند.

## پیشینه
بربرها مردمانی بیابانگرد بوده‌اند، اما گروهی از ایشان پس از تماس با تمدن‌های دیگر از جمله کارتاژ به آرامی شهرنشین شدند و در سال ۲۰۱ پیش از میلاد پادشاهی نومیدیا را بنیاد کردند. بربرها هیچ‌گاه زیر بار فرمانروایی کارتاژ نرفتند، اما از رومیان شکست خوردند و مدتی هم زیر سیطرهٔ وندال‌های ژرمن قرار گرفتند.
با ورود اعراب به شمال آفریقا، قبایل مختلف بربر واکنش‌های یکسانی نشان ندادند. گروهی از ایشان با سرداران عرب همچون عقبة بن نافع و حسان بن نعمان همکاری کردند و گروهی دیگر نیز دیرگاهی به مقاومت پرداختند. به هر حال بربرها پس از مسلمان شدن، نقش مهمی در ترویج دین اسلام در شمال آفریقا و اندلس داشته‌اند.
رفتار بد سردمداران اموی با بربرها سبب شد تا شورش‌های بسیاری ضد حکومت بنی امیه در شمال آفریقا روی دهد که از مهم‌ترین آن‌ها می‌توان به شورش علیه عقبة بن نافع در خلال سال‌های ۶۶۱ تا ۶۶۳، قیام کسیله بن لمزم در سال ۶۸۸ و شورش میسرة خارجی که در سال ۷۲۸ میلادی رهبری گروهی از بربرهای طنجه را بر عهده گرفته بود، اشاره کرد.
در دورهٔ خلافت عباسی هرچند در تحرکات استقلال‌طلبانهٔ بربرها وقفه به وجود آمد، اما پس از مدتی دوباره از سر گرفته شد تا جایی که دستگاه خلافت عباسی چیرگی خود را بر آفریقای شمالی از دست داد. قیام‌های شیعیان (به رهبری ادریسیان) و نیز خوارج از مهم‌ترین خیزش‌ها علیه حاکمیت عباسیان بودند.
از این پس دودمان‌هایی که در شمال آفریقا فرمانروایی یافتند، یا مانند زیریان، حفصیان، مرینیان، مرابطان و موحدان تبار بربری داشتند یا مانند ادریسیان از پشتیبانی گستردهٔ بربرها بهره‌مند بودند.

## قبیله‌ها

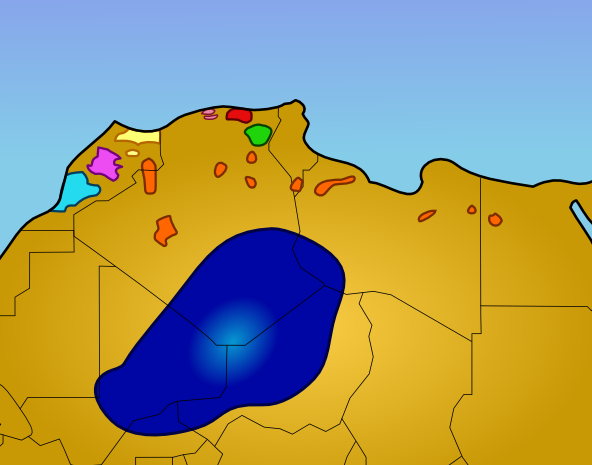
پراکنش بربرها در شمال آفریقا:
طوارق
زیان‌ها
ریفی‌ها
شناوی‌ها
قبایلی‌ها
شاوی‌ها
بربرهای صحرانشین (زناته، صنهاجه، مصموده، میزاب‌ها، سیوی‌ها)
شلحه

منابع تاریخی گذشته بربرها را به دو دسته و طایفهٔ اصلی و هر طایفه را به چند قبیله بخش کرده‌اند. در دستهٔ نخست قبیله‌های مصموده، صنهاجه و زناته جای گرفته‌اند و دستهٔ دوم شامل قبایل هوّاره و لواته بوده‌است.
برخی دیگر از تاریخ‌نگاران دسته‌بندی‌های دیگری را برای قبایل بربر شمرده‌اند.
از اقوام مهم کنونی بربر می‌توان طوارق را نام برد که ریشه در صنهاجه دارند.

## نگارخانه

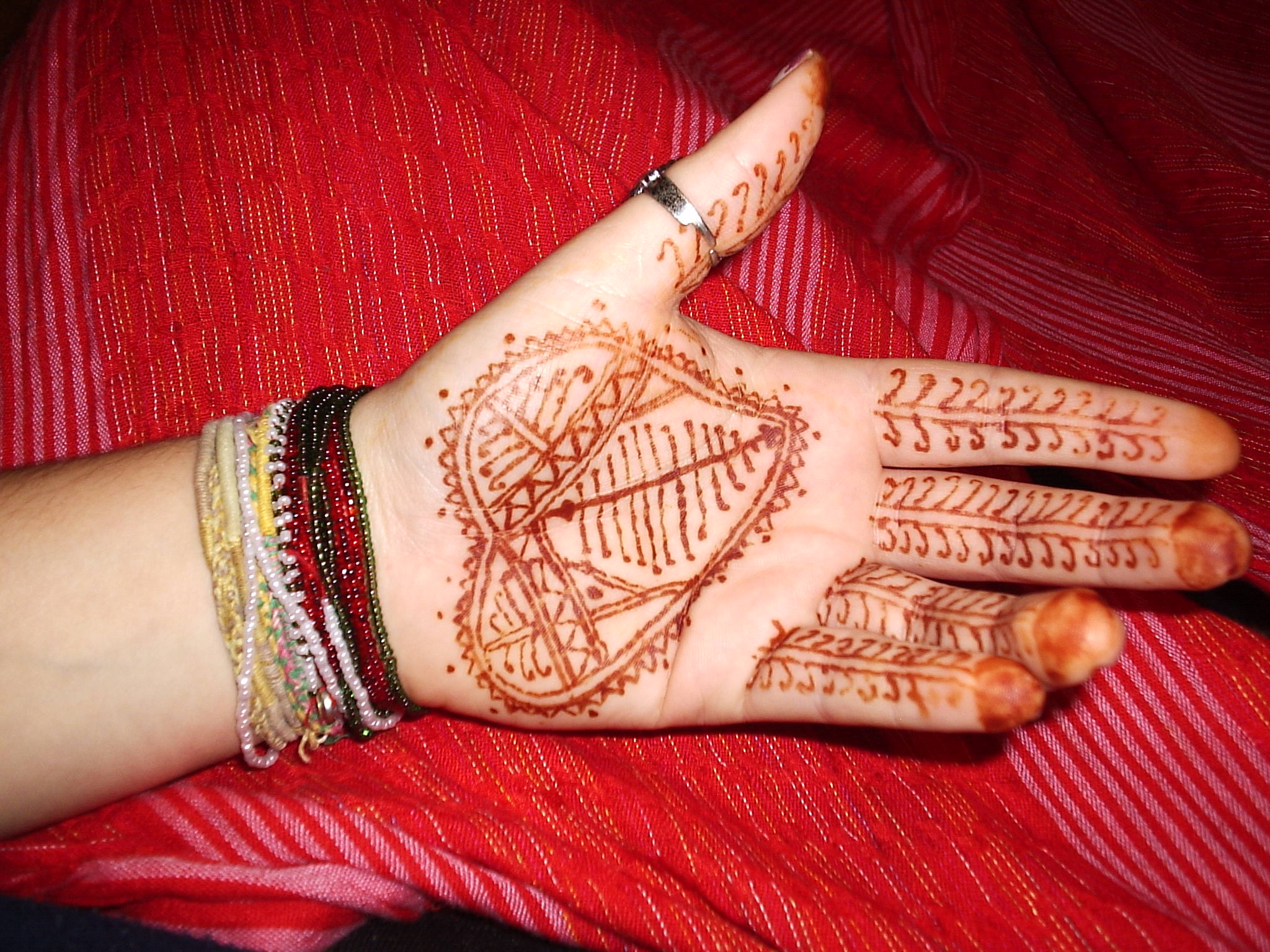
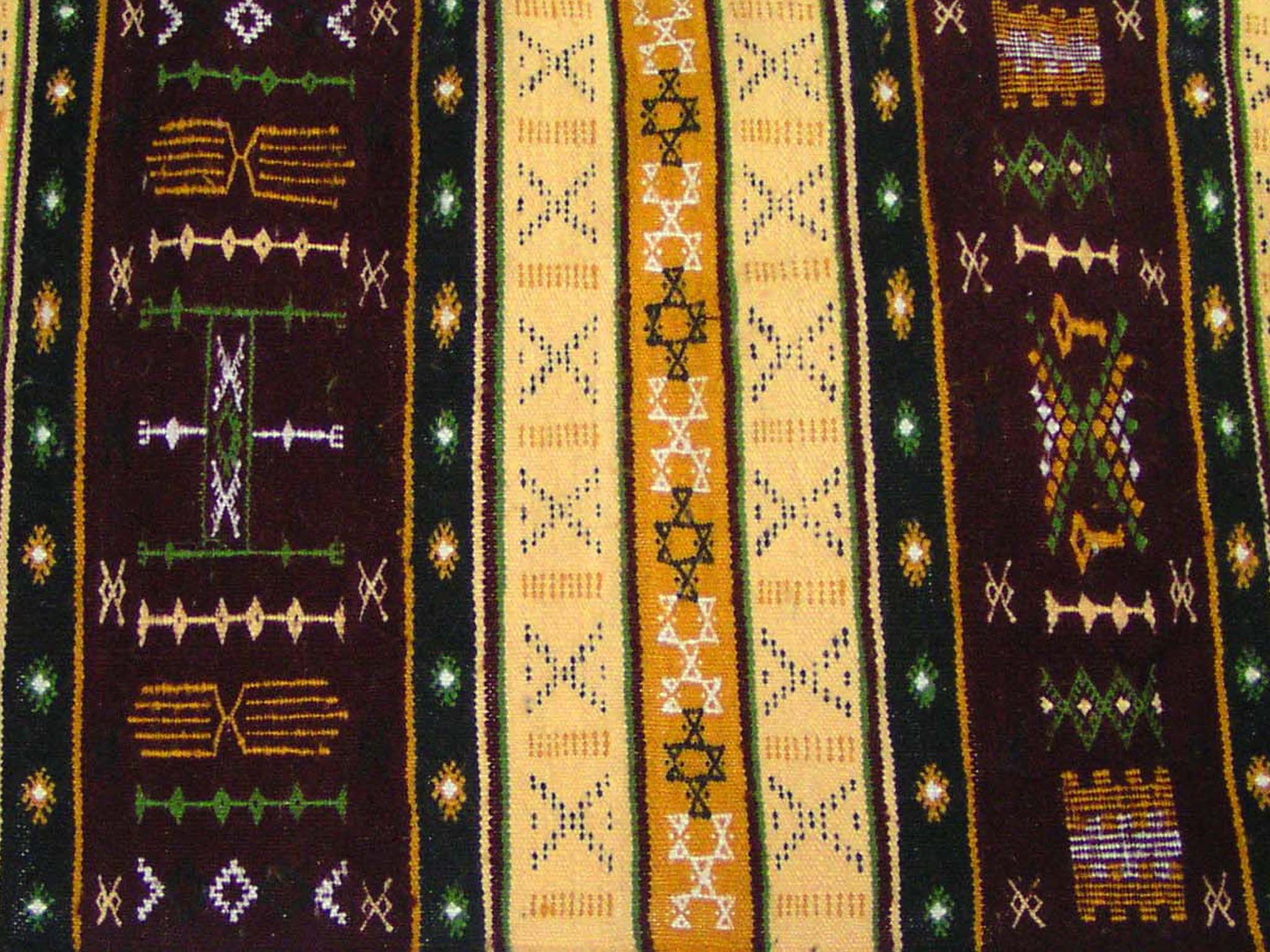
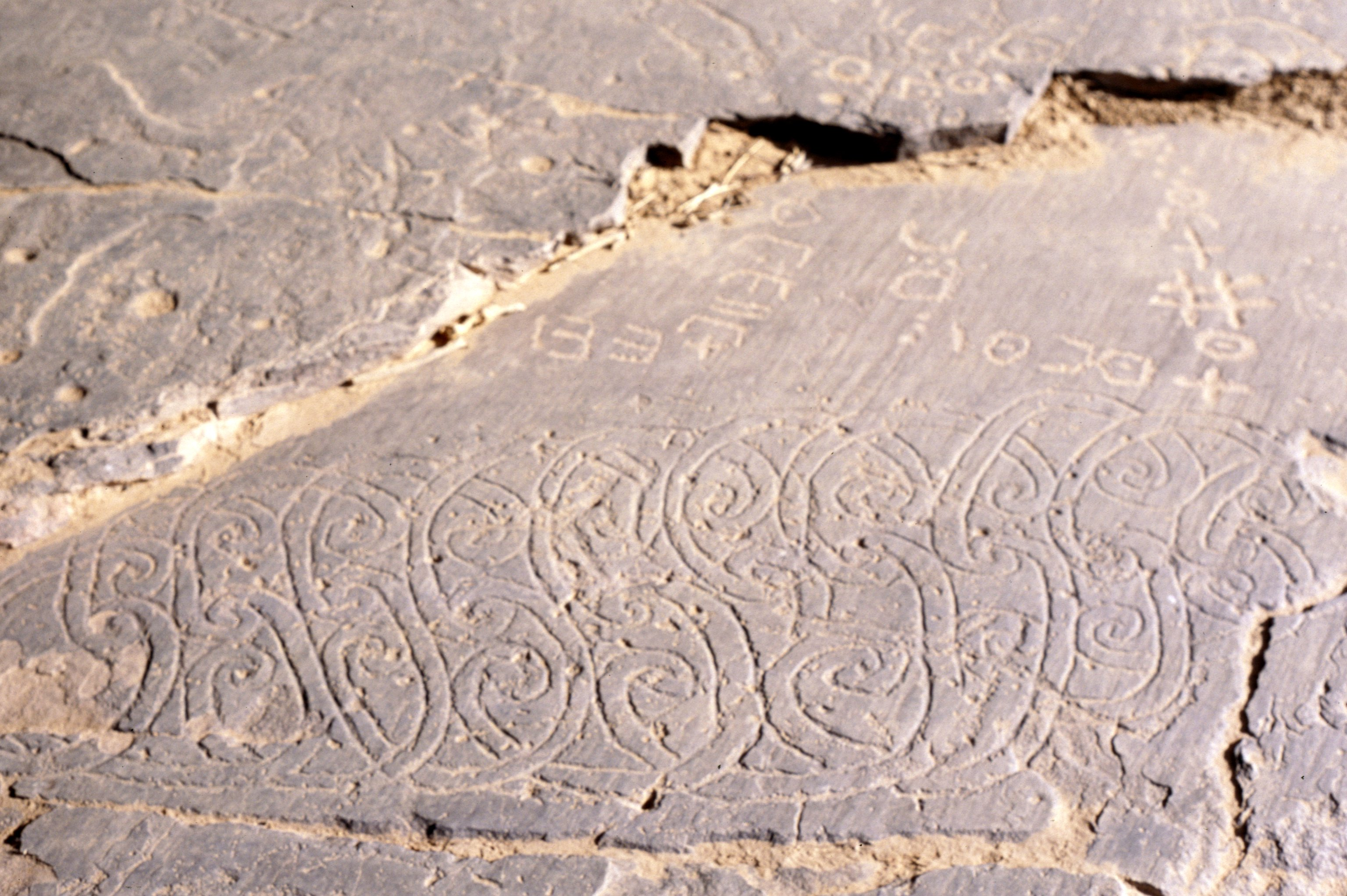